# Krisztik Csaba
Krisztik Csaba (Margitta, 1983. július 20. –) Jászai Mari-díjas magyar színész.

## Élete és pályafutása
1983-ban született a romániai Margittán. 1998–2002 között a szentesi Horváth Mihály Gimnázium tanulója volt, dráma-irodalom szakon. 2002–2006 között a Színház- és Filmművészeti Egyetem hallgatója, Lukáts Andor és Jordán Tamás osztályában.
2006–2008 között a debreceni Csokonai Színház, 2008–2013 között a Forte Társulat, majd 2013-2025 között a székesfehérvári Vörösmarty Színház társulatának tagja. 2025-től a Radnóti Színház színésze.
2011–2012 között feleségével Londonban élt.

## Színház
- 2006 - Liberté ’56, rendező: Vidnyánszky Attila
- 2007 - Kun László, rendező: Kiss Csaba
- 2007 - Edmond Rostand: A sasfiók, rendező: Vidnyánszky Attila
- 2007 - Shakespreare: A vihar, rendező: Viktor Rizsakov
- 2008 - Mágnás Miska, rendező:Göttinger Pál
- 2007 - Frank Wedekind: A tavasz ébredése, rendező: Horváth Csaba (Csokonai Színház, Debrecen)
- 2008 - Szálinger Balázs: Kalevala, koreográfus-rendező: Horváth Csaba (MODEM)
- 2008 - Evangélium, koreográfus-rendező: Horváth Csaba (Zsámbéki Színházi Bázis)
- 2009 - Gorkij: Éjjeli menedékhely, rendező: Horváth Csaba (József Attila Színház)
- 2009 - Etűdök/Csak a felhők, koreográfus-rendező: Horváth Csaba (Móricz Zsigmond Színház, Nyíregyháza)
- 2009 - TÁP Színház: Kurátorok, rendező: Vajdai Vilmos
- 2009 - Isteni vidékek, koreográfus-rendező: Horváth Csaba (Trafó)
- 2009 - Ne kíméld, akiket szeretsz, rendező: Hajdu Szabolcs (Zsámbéki Színházi Bázis)
- 2009 - Dürrenmatt: A fizikusok, rendező: Horváth Csaba (Sanyi és Aranka Színház)
- 2010 - Szálinger Balázs: A tiszta méz, rendező: Horváth Csaba (József Attila Színház)
- 2010 - Erkel: Sakk-játék, koreográfus-rendező: Horváth Csaba (Gyulai Várszínház)
- 2010 - Samuel Beckett: Godot-ra várva, koreográfus-rendező: Horváth Csaba (Trafó)
- 2010 - Így jár az, aki távoli ismeretlen hangtól megijed, koreográfus-rendező: Horváth Csaba (West-Balkán)
- 2010 - Berlioz: Faust elkárhozása, rendező: Lukáts Andor, koreográfus: Horváth Csaba (Művészetek Palotája)
- 2010 - Pöttyös Panni az iskolában, koreográfus-rendező: Bozsik Yvette (Thália Színház)
- 2011 - Revolution, rendező: Nigel Charnock (Trafó)
- 2011 - Egyfelvonásosok, koreográfus: Horváth Csaba (Katona József Színház)
- 2011 - Shakespeare: Troilus és Cressida, koreográfus-rendező: Horváth Csaba (Gyulai Várszínház)
- 2011 - Ruben Brandt, koreográfus-rendező: Horváth Csaba (Műcsarnok)
- 2012 - Koto és Kaori, koreográfus-rendező: Horváth Csaba (Trafó)
- 2012 - Henrik Ibsen: Peer Gynt, koreográfus-rendező: Horváth Csaba (Temesvári Csiky Gergely Állami Magyar Színház)
- 2012 - Elveszett férfiak, koreográfus-rendező: Horváth Csaba (REÖK)
- 2013 - Agota Kristof: A nagy füzet, rendező: Horváth Csaba (Szkéné Színház)
- 2013 - Igor Sztravinszkij: A menyegző, koreográfus-rendező: Horváth Csaba (Művészetek Palotája)
- 2013 - Rozsda lovag, rendező: Bozsik Yvette (Vörösmarty Színház, Székesfehérvár)
- 2013 - Shakespeare: Lear király, rendező: Bagó Bertalan (Vörösmarty Színház, Székesfehérvár)
- 2014 - Helen Edmundson: Irtás, rendező: Horváth Csaba (Szkéné Színház)
- 2014 - Pillangó, koreográfus-rendező: Horváth Csaba (Vörösmarty Színház, Székesfehérvár)
- 2014 - Mester és Margarita, koreográfus-rendező: Hargitai Iván (Vörösmarty Színház, Székesfehérvár)
- 2014 - 3:1 a szerelem javára, rendező: Bagó Bertalan (Vörösmarty Színház, Székesfehérvár)
- 2014 - Vérnász, rendező: Horváth Csaba (Vörösmarty Színház, Székesfehérvár)
- 2014 - A félkegyelmű, rendező: Hargitai Iván (Vörösmarty Színház, Székesfehérvár)
- 2015 - Hamlet, rendező: Szikora János (Vörösmarty Színház, Székesfehérvár)
- 2016 - Száll a kakukk fészkére, rendező: Horváth Csaba (Vörösmarty Színház, Székesfehérvár)
- 2016 - Szutyok, rendező Hargitai Iván (Vörösmarty Színház, Székesfehérvár)

## Film
- Budakeszi srácok (2006)
- Liberté '56 (2007)
- Méhek tánca (2007)
- Estére mindig leszáll a köd (2007)
- Off Hollywood (2007)
- The Counterpart (2008)
- Aki bújt (2009)
- Hacktion: Újratöltve (2013)
- Képmás (2013)
- Boglárka (2015)
- Saul fia (2015)
- Kincsem (2017)
- Tóth János (2017)
- Napszállta (2018)
- Drága örökösök (2019)
- Valan – Az angyalok völgye (2019)
- Guerilla (2019)
- Apró mesék (2019)
- Spirál (2021)
- Ítélet és kegyelem (2021)
- Zanox – Kockázatok és mellékhatások (2022)
- Doktor Balaton (2022)
- Szelíd (2022)
- Jövő nyár (2023)
- Cella – Letöltendő élet (2023)
- A renitens (2024)
- S.E.R.E.G. (2024)

## Díjai
- Junior Prima díj (2013)
- Kaszás Attila-díj (2017)
- Jászai Mari-díj (2018)